# Andreas Glück
Andreas Glück (ur. 8 marca 1975 w Münsingen) – niemiecki polityk, lekarz i samorządowiec, działacz Wolnej Partii Demokratycznej (FDP), poseł do landtagu Badenii-Wirtembergii, deputowany do Parlamentu Europejskiego IX i X kadencji.

## Życiorys
W 1995 uzyskał dyplom maturalny w rodzinnej miejscowości. W latach 1997–2004 studiował medycynę na Uniwersytecie w Tybindze. Specjalizował się w zakresie chirurgii, podjął pracę w klinice w Reutlingen.
W 1995 wstąpił do Wolnej Partii Demokratycznej. W 2009 został radnym miejskim w Münsingen, w 2014 objął urząd zastępcy burmistrza tej miejscowości. W 2011 i 2016 wybierany na posła do landtagu Badenii-Wirtembergii. W 2019 uzyskał mandat deputowanego do PE IX kadencji. Z powodzeniem ubiegał się o poselską reelekcję w 2024.